# Sheryl Gambo
 (juin 2020).
Il peut être nécessaire de l'améliorer pour respecter le principe de neutralité de point de vue. Veuillez consulter la page de discussion pour plus de détails.

Pour les articles homonymes, voir Gambo.
Sheryl Gambo est une chanteuse congolaise née à Pointe-Noire. 

## Biographie
Sheryl Gambo a été révélée au grand public, en 1996, par ses performances vocales dans le cadre du Festival panafricain de la musique (FESPAM) aux côtés d’illustres vedettes comme Youssou Ndour, Salif Keita… 
Elle a baigné dans la musique dès sa jeunesse. Après avoir prêté sa voix aux chorales et autres groupes de gospel, elle a été lead vocal du groupe Majestic Bamba, un orchestre de jeunes brazzavillois passionnés de musique. C’est sa collaboration avec le label indépendant Dee Soul In Town qui lui a permis de dévoiler son univers musical métis à travers son premier album Lemoyassa (« Laissons d’abord ») mis sur le marché en 2008. Cet album a marqué le vrai début de sa carrière avec deux Tam-tams d’or la même année (dans les catégories originalité musicale et découverte). Dans la foulée, elle est sélectionnée pour la finale du prix Découvertes RFI 2008 où elle est arrivée en deuxième position sur plus de 300 candidats.
En septembre 2012, elle a mis sur le marché un deuxième album intitulé Edy tia mboa qui signifie « C’est au village». L'album comporte des titres allant du Makossa au Jazz en passant par le reggae, la soul et un mixage de sonorités mêlant tradition et modernisme. Bien accueilli par la critique, ce deuxième opus lui a permis d'obtenir un troisième Tam-tam d’or (dans la catégorie musique métissée) en 2012. C'est à cette même période que l'écrivain français Patrick Besson lui consacre article dans son livre Le Plateau télé : Chronique du temps passé devant la télévision paru en 2010 aux Editions Fayard.
Sheryl Gambo a collaboré avec plusieurs artistes aussi bien dans le cadre de featurings que pour des causes humanitaires. C’est dans cette optique qu’elle a accompagné le groupe de Rap français Bisso Na Bisso dans sa tournée au Congo-Brazzaville. Elle a participé à un chant pour la paix, sponsorisé par le Programme des Nations unies pour le développement, avec les rappeurs Passi, Jacob Desvarieux, Youssoupha, Fally Ipupa… elle a également réalisé des duos avec Ben-J des Nèg' Marrons, Tonton Ben, Fredy Massamba… Elle a fait des concerts dans différents pays : en Malaysie (en 2008), en Allemagne (Berlin, 2009), au Brésil (Copa Cabana, en 2011), Pologne (Varsovie en 2013)…
Sheryl a participé au Festival mondial des arts nègres de Dakar en 2010, où s’étaient retrouvées toutes les vedettes mondiales de la musique black et métisse. Elle a aussi réalisé une performance au Katara Afrikans Festival en Afrique du Sud en avril 2013.
La même année, après des spectacles au festival Étonnants Voyageurs et au Festival panafricain de la musique (FESPAM), elle a été honorée par le ministère congolais de la culture et des arts qui lui a décerné une médaille d’excellence des arts et des lettres pour sa contribution au rayonnement de la culture congolaise.
Elle a également remporté deux tam-tams d’or pour deux singles avec le collectif les Divas Amazones dont elle a été l’initiatrice, après avoir invité trois autres artistes congolaises (Noura Sonia Saigne et Gypsie la Tigresse) à la rejoindre pour rendre hommage à Édith Bongo qui venait de mourir.
En 2015, à l’occasion de la Journée internationale de la femme africaine, elle apparaît parmi les voix féminines qui comptent en Afrique et figure dans la playlist de 40 titres constituée à l'occasion de la 34e édition de la Fête de la musique (21 juin 2015) avec deux titres (Essi dia et Lemoyassa).
En 2016, elle produit elle-même son troisième album, O’Kerah dont le titre phare est un hommage à ses aînés jumeaux disparus durant son adolescence.
En 2019, elle est doublement primée Prix de la Créativité et Prix du Public de Beyond Music,, avec le single Water, co-écrit avec la parolière américaine Kate Northrop.
Sheryl développe un style éclectique, la New Afro Soul. Son style se veut une restauration des passerelles naturelles entre le patrimoine culturel africain avec celui des diasporas afro-américaines, caribéennes, latines et d’ailleurs. Elle mélange ainsi les mélodies issues de la tradition africaine avec des arrangements jazzy, soul, agrémentées de R&B et hip hop. Elle a fait le choix faisant le choix de chanter, en plus de l’anglais et du français, dans les langues du Congo : mbochi et lingala.